# Xiphidiopsis exigua
Xiphidiopsis exigua är en insektsart som beskrevs av Heinrich Hugo Karny 1926. Xiphidiopsis exigua ingår i släktet Xiphidiopsis och familjen vårtbitare. Inga underarter finns listade i Catalogue of Life.